# Oktober 2023
Dit artikel geeft een chronologisch overzicht van de belangrijkste gebeurtenissen per dag in de maand oktober van het jaar 2023.

## Gebeurtenissen

### 1 oktober
- De links-populistische partij SMER - sociálna demokracia (SMER-SD) van Robert Fico wint de Slowaakse parlementsverkiezingen.[1]
- Minstens 13 personen komen om het leven bij een brand in een nachtclub in de Spaanse stad Murcia.[2]
- In de Poolse hoofdstad Warschau betogen meer dan een miljoen mensen onder de naam "Mars van een Miljoen Harten" om hun ongenoegen te uiten over het beleid van de regering.[3]
- Een zelfmoordterrorist blaast zichzelf op bij het ministerie van Binnenlandse Zaken in de Turkse hoofdstad Ankara. Twee agenten raken daarbij gewond. Een tweede terrorist wordt doodgeschoten voor hij zich kan opblazen. De Koerdische afscheidingsbeweging PKK eist de aanslag op.[4]
- Tien mensen komen om en zestig raken gewond wanneer het dak van een kerk instort tijdens een misviering in Ciudad Madera, het noordoosten van Mexico.[5]
- Europa wint de 44e Ryder Cup met 16,5 tegen 11,5.[6]

### 2 oktober
- De Nobelprijs voor Geneeskunde gaat naar de Hongaarse Katalin Karikó en de Amerikaan Drew Weissman voor hun bijdrage aan de ontwikkeling van efficiënte mRNA-vaccins tegen Covid-19.[7]

### 3 oktober
- Minstens 21 personen komen om wanneer een toeristenbus van een viaduct stort in de Italiaanse plaats Mestre.[8]
- De Republikein Kevin McCarthy wordt afgezet als voorzitter van het Amerikaanse Huis van Afgevaardigden na een motie van zijn partijgenoot Matt Gaetz. Het is de eerste maal in de geschiedenis van de Verenigde Staten dat dit gebeurt.[9]
- De Nobelprijs voor Natuurkunde gaat naar Pierre Agostini, Ferenc Krausz en Anne L'Huillier "voor experimentele methoden die attoseconde-lichtpulsen genereren voor de studie van de elektronendynamica in materie".[10]

### 4 oktober
- De Amerikaan Louis E. Brus en Moungi G. Bawendi en de Rus Aleksej I. Jekimov krijgen de Nobelprijs voor Scheikunde voor het ontdekken van en het doen van onderzoek naar kwantumstippen.[11]

### 5 oktober
- In het Oekraïense dorp Hroza komen ten minste 51 mensen om na een luchtaanval, waarbij een supermarkt en een café worden geraakt.
- In de stad Homs in Syrië vallen zeker 100 doden bij een aanval met een drone op een academie van het leger. De Syrische strijdkrachten voeren op hun beurt een vergeldingsbombardement uit in de provincie Idlib.
- De Noorse auteur Jon Fosse krijgt de Nobelprijs voor Literatuur.[12]

### 6 oktober
- De Iraanse activiste Narges Mohammadi krijgt de Nobelprijs voor de Vrede.[13]

### 7 oktober
- Hamas valt het zuiden van Israël aan middels raketten, martelingen en gijzelingen.[14][15][14] Dezelfde dag richten Hamasterroristen ook een bloedbad op het muziekfestival Supernova Sukkot Gathering aan, 364 mensen komen om het leven. Israël reageert met aanvallen op Palestijnse doelen.[16] (Lees verder)
- De Verenigde Naties meldt dat een reeks aardbevingen in Afghanistan honderden burgers het leven heeft gekost.[17]
- Max Verstappen wordt voor de derde maal op rij wereldkampioen in de Formule 1. In de Grand Prix van Qatar valt zijn concurrent Sergio Pérez in de sprint uit, waardoor Verstappen niet meer in te halen is in het klassement.

### 13 oktober
- Op een school in de Franse stad Arras wordt een leraar doodgestoken door een geradicaliseerde moslim. De Franse minister van Binnenlandse Zaken Gérald Darmanin verklaart dat de aanslag "zonder twijfel" verband houdt met de recent uitgebroken oorlog tussen Israël en Hamas.[18]  In Frankrijk wordt het hoogste terreuralarmniveau afgekondigd.[19]

### 16 oktober
- De Ecuadoreaan Daniel Noboa wint de presidentsverkiezingen in Ecuador.[20]
- Prawo i Sprawiedliwość blijft de grootste partij bij de verkiezingen in Polen.[21]
- De Tunesiër Abdessalem Lassoued schiet drie Zweedse mannen neer, van wie er twee dodelijk werden geraakt. (Lees verder)

### 29 oktober
- Bij een pogrom op het vliegveld van Machatsjkala in het Kaukasische deel van Rusland wordt een Israëlisch vliegtuig omsingeld. Er vallen zeker 20 gewonden.

## Overleden
← · januari · februari · maart · april · mei · juni · juli · augustus · september · oktober · november · december ·  →